# Gia Từ Hoàng hậu
Gia Từ hoàng hậu (chữ Hán: 嘉慈皇后, ? - tháng 10, 1381), là một hoàng hậu nhà Trần với tư cách là nguyên phối của Trần Duệ Tông, bà là mẹ sinh ra Trần Giản Hoàng, hay còn gọi là Linh Đức vương.
Bà là một trong 4 vị Hoàng hậu ngoại tộc đầu tiên được phong Hoàng hậu khi còn sống của nhà Trần, bên cạnh Chiêu Thánh hoàng hậu, Hiển Từ Thuận Thiên hoàng hậu và cháu gái của bà - Khâm Thánh hoàng hậu.

## Tiểu sử
Không có nhiều thông tin về thân thế của bà. Đại Việt sử ký toàn thư cho biết, bà là em họ của Lê Quý Ly. Thời gian bà làm vợ của Trần Duệ Tông không rõ, chỉ biết bà sinh ra người con trai là Trần Hiện vào ngày 6 tháng 3 năm 1361, niên hiệu Đại Trị thời Trần Dụ Tông. Có lẽ bà cũng là mẹ của Chương Vũ đại vương Trần Vĩ, con trưởng của Duệ Tông, được sinh ra vào khoảng năm 1359.
Tân Hợi năm thứ 2 (1371), mùa hạ, tháng 4, Cung Tuyên đại vương Trần Kính được lập làm Hoàng thái tử, soạn chương Hoằng huấn ban cho. Phong vợ cả hoàng thái tử là Lê thị làm Hoàng thái tử phi.
Nhâm Tý năm thứ 3 (1372), tháng 11, Nghệ Tông nhường ngôi cho Thái tử lên làm Thái thượng hoàng, Thái tử lên làm vua, tức Trần Duệ Tông, bà được phong làm Hiển Trinh Thần phi (顯貞宸妃). Quý Sửu năm thứ 1 (1373), được phong làm Hoàng hậu.
Tân Dậu năm thứ 5 (1381), mùa đông, tháng 10, Hoàng hậu băng ở am Tây chùa Chiêu Khánh (nay là chùa Triệu Khánh), hương Long Đàm.
Về cuối đời, Đại Việt sử ký toàn thư chép rằng:
| “                         | Trước đây, bà Lê thị, hoàng hậu của Duệ Tông là mẹ Linh Đức Vương, em họ của Quý Ly, Duệ Tông đi đánh phương Nam không trở về, bà cắt tóc làm ni cô. Khi Nghệ Tông lập Linh Đức lên ngôi, hậu từ chối không được, bèn khóc lóc nói với những người thân thích rằng: "Con ta phúc bạc, khó lòng gánh vác nổi trách nhiệm lớn, nói phải tai họa vì việc đó thôi. Tiên hoàng xa lìa cõi thế, kẻ chưa chết này chỉ muốn chết theo, không muốn trông thấy việc đời nữa, huống chi lại phải nhìn thấy con mình sắp bị nguy hiểm nữa". Bà mất được hai năm thì Linh Đức bị hại. | ” |
| — Đại Việt Sử ký Toàn thư | |   |